# الحافه العليا (السياني)

تعديل مصدري - تعديل

الحافه العليا محلة تابعة لقرية رديع، التابعة لعزلة هدفان بمديرية السياني إحدى مديريات محافظة إب في الجمهورية اليمنية، بلغ تعداد سكانها 154 حسب تعداد اليمن لعام 2004.